# طرسية أرخميدس

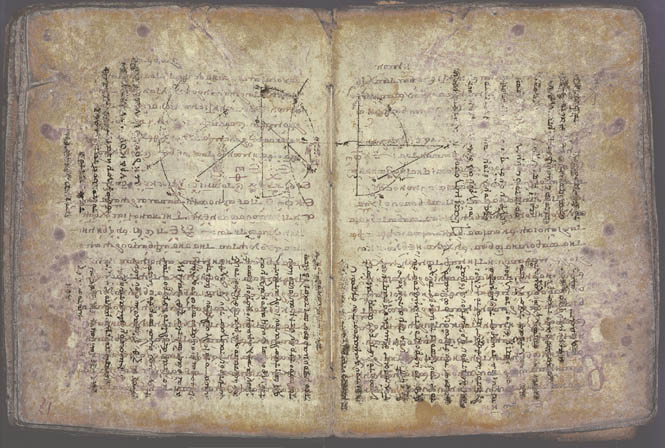
طرسية أرخميدس.

طرسية أرخميدس (والطرسية من طرس والتي تعرف صفحة من الكتاب التي محي ما كتب عليها ليكتب عليها غيره)، كانت في الأصل نسخة يونانية بيزنطية من القرن العاشر من عمل غير معروف لخلاف أرخميدس من سيراكيوز وغيره من المؤلفين. تم كتابتها بنص ديني مسيحي من قبل رهبان القرن الثالث عشر. كان المحو غير مكتمل، ومعظم النص، الذي لا يزال مرئيًا، نشره يوهان هايبرغ في عام 1915. اختفت المخطوطة في أوائل القرن العشرين، وأضفت مزورة صورًا لبعض صفحاتها لزيادة قيمتها. تم الكشف عن النص الموجود تحت هذه الصور المزورة، بالإضافة إلى النص الإضافي الذي لم يكن قابلاً للقراءة سابقًا، من خلال العمل العلمي والأكاديمي من 1998 إلى 2008 على الصور التي تنتجها الأشعة فوق البنفسجية والأشعة تحت الحمراء والضوء المرئي والأشعة السينية. جميع الصور والنسخ العلمية مع البيانات الوصفية متاحة الآن مجانًا على شبكة الإنترنت في "Digital Palimpsest"، المستضافة الآن على جامعة بنسيلفانيا ومواقع الويب الأخرى للاستخدام المجاني بموجب ترخيص المشاع الإبداعي CC BY.‏